# Кадацький Анатолій Федорович
Кадацький Анатолій Федорович (27 березня 1942, Чапаєвськ) — вчений-фізик, спеціаліст із фізики напівпровідників, викладач. Доктор технічних наук (1996), професор (1996).

## Біографія
Анатолій Федорович Кадацький народився 27 березня 1942 року у місті Чапаєвськ Куйбишевської області РРФСР (зараз — Самарська область Російської Федерації). У 1970 році закінчив Куйбишевський авіаційний інститут. Після випуску і до 1977 року працював у куйбишевському конструкторському бюро «Екран». З 1981 року почав викладати, спочатку у Куйбишевському політехнічному інституті, з 1982 року і до 1997 року — в Самарському електротехнічному інституті зв'язку, де з 1985 року завідував кафедрою. У 1997 році переїхав до Одеси, де почав викладати в Одеській академії зв'язку. У 1998 році став завідувачем кафедри безпеки виробничих процесів та електроживлення систем зв'язку.

## Наукова діяльність
А. Ф. Кадацький є спеціалістом у фізиці напівпровідників і засобах перетворення електричної енергії. Є автором низки патентів.
Під керівництвом А. Ф. Кадацького захищено 1 докторську і 2 кандидатські дисертації.

## Праці
- Многофазные импульсные преобразователи постоянного напряжения с последовательным включением нагрузки и элементов резонансных контуров в силовых каналах // Электротехника. 1996. № 1;
- Гармонический анализ электрических процессов в многофазных импульсных преобразователях постоянного напряжения с ШИМ-методом регулирования // Электричество. 1997. № 3;
- Электропитание устройств связи: Учеб. Москва, 1998 (співавт.);
- Імпульсні перетворювачі постійного струму: Навч. посіб. Ч. 1: Принципи побудови та функціонування. О., 2001;
- Асимметрия электрических процессов в импульсных преобразователях постоянного напряжения модульной структуры // Технология и конструирование в электрон. аппаратуре. 2008. № 3(75) (співавт.).